# 鄧兆棠
鄧兆棠，SBS，JP（1942年9月26日—），香港新界元朗厦村新圍原居民，鄉事派代表。現任全國政協委員，曾任立法會議員、元朗區議會主席、港事顧問、推選委員會委員、博愛醫院永遠顧問及前任主席、市政服務上訴委員會委員、行政上訴委員會委員、香港大學校董會成員、古物諮詢委員會成員。

## 簡歷
鄧兆棠在1959年畢業於元朗公立中學中五年級，1960年於該校完成中六預科課程。曾任元朗青年商會創會會長（1977年）、元朗區議員（1980年 - 1991年）、區域市政局議員（1986年 - 1988年）、立法局議員（1992年 - 1995年）、臨時區域市政局議員、臨時立法會議員、立法會議員（1998年 - 2004年）。2005年起任第十屆、十一屆全國政協委員。
在第一屆香港立法會（1998年至2000年），鄧兆棠議員曾被裁定當選無效，補選的結果依然由鄧兆棠勝出。
他本身為註冊西醫，在元朗區開設醫務所，並為元朗公立中學校友會之永遠名譽會長。該校友會開辦之第一所中學以鄧兆棠冠名——元朗公立中學校友會鄧兆棠中學。

## 名下馬匹
鄧兆棠是香港賽馬會的會員，名下馬匹包括勝利先生、風起雲揚、朗星。

## 榮譽
- 非官守太平紳士（1986年）
- 銀紫荊星章（2007年）